# Microregiunea Pétervására
Microregiunea Pétervására (în maghiară Pétervásárai kistérség) a fost o microregiune statistică (kistérség) din județul Heves, Ungaria.
Cu o populație de 20.702 locuitori și o suprafață de 475,07 km2, aceasta a existat până în 2014, când în Ungaria, microregiunile ”kistérségek” au fost înlocuite de districte (járások).